# Karle (Maharashtra)
Karle es una ciudad censal situada en el distrito de Ratnagiri en el estado de Maharashtra (India). Su población es de 12689 habitantes (2011). Se encuentra a 2 km de Ratnagiri.

## Demografía
Según el censo de 2011 la población de Karle era de 4382 habitantes, de los cuales 1904 eran hombres y 2478 eran mujeres. Karle tiene una tasa media de alfabetización del 93,44%, superior a la media estatal del 82,34%: la alfabetización masculina es del 97,25%, y la alfabetización femenina del 90,65%.